# SN 2010is
SN 2010is – supernowa typu Ib/c odkryta 12 października 2010 roku w galaktyce M+04-55-02. W momencie odkrycia miała maksymalną jasność 18,30m.